# Воронежский сахарный завод
Воронежский сахарный завод — предприятие пищевой промышленности в посёлке городского типа Воронеж Шосткинского района Сумской области Украины, прекратившее существование.

## История
Свеклосахарный завод в селении Воронеж Воронежской волости Глуховского уезда Черниговской губернии Российской империи был построен в 1850-е годы, и изначально представлял собой небольшое предприятие с ручным трудом, на котором работали в основном крепостные крестьяне.
В 1885 году на сахарном заводе (к этому времени принадлежавшему сахарозаводчику Терещенко) работало уже 509 рабочих.
Во время первой русской революции осенью 1905 года рабочие сахарного завода и железнодорожной станции начали забастовку, но она была подавлена.
В начале января 1918 года жители разогнали органы власти Центральной рады и в селении была установлена Советская власть. После этого на заводе был установлен рабочий контроль, но уже в апреле 1918 года селение оккупировали австро-немецкие войска, которые оставались здесь до ноября 1918 года.
В середине декабря 1918 года селение занял 3-й Новгород-Северский полк РККА, к этому времени на складе завода оставалось 50 тыс. пудов сахара. 11 вагонов сахара было отправлено в Москву, а остальное распределили среди местного населения и передано в Фонд Красной Армии.
После окончания боевых действий гражданской войны разрушенный в 1919 году деникинцами сахарный завод был восстановлен и в 1922 году возобновил работу. В 1923 году завод почти достиг довоенного уровня производства. В 1927 году завод начал получать электричество от Шосткинской ТЭЦ, что позволило реконструировать и переоснастить завод. В 1936 году произвел 116 120 центнеров сахара.
В ходе Великой Отечественной войны с 27 августа 1941 до 2 сентября 1943 года селение было оккупировано немецкими войсками.
В 1944 году восстановленный завод возобновил работу и произвёл 54,9 тыс. центнеров сахара. В следующие годы началось внедрение на предприятии новых технологий, что увеличило выпуск сахара. В 1948 году завод произвел на 10 тыс. центнеров сахара больше, чем в 1939 году.
В 1960 году началась новая реконструкция предприятия, в ходе которой основной корпус завода был перестроен, а все паровые машины заменили на электрические.
В целом, в советское время сахарный завод входил в число ведущих предприятий посёлка.

### После 1991
После провозглашения независимости Украины завод перешёл в ведение государственного комитета пищевой промышленности Украины. В дальнейшем, государственное предприятие было преобразовано в открытое акционерное общество.
Весной 2002 года владельцем предприятия стала днепропетровская инвестиционная группа «Интерпайп», но летом 2003 года завод не прошёл аттестацию как производитель сахара квоты А. В мае 2004 года завод был продан компании ООО «Сумыагросахар». 
В 2006 году завод остановил работу в связи с нехваткой сырья, поскольку выращенная в окрестностях свекла шла на Бурынский сахарный завод. В марте 2007 года было возбуждено дело о банкротстве завода.
К 2012 году завод уже не функционировал.